# 徐善述
徐 善述（じょ ぜんじゅつ、1353年 - 1419年）は、明代の官僚。字は好古。本貫は台州天台県。

## 生涯
洪武年間、歳貢法が施行されると、善述は首貢により太学に入った。桂陽州学正に任じられた。1404年（永楽2年）4月、国子博士から左春坊左司直郎に抜擢された。皇太子朱高熾に重んじられ、「先生」と呼ばれた。1410年（永楽8年）12月、左春坊左賛善に進んだ。1419年（永楽17年）10月、罪に問われて死去した。享年は67。1425年（洪熙元年）、太子少師の位を追贈された。諡は文粛といった。著書に『尚書直指』6巻があった。